# Golden Slumber
Golden Slumber (골든 슬럼버?, Goldeun seulleombeoLR) è un film del 2018 scritto e diretto da Noh Dong-seong.

## Trama
Un tranquillo corriere postale, Kim Gun-woo, viene accusato dell'assassinio di un noto politico, ed è per questo costretto a darsi alla fuga, con lo scopo di poter dimostrare la propria innocenza. Mentre le prove artefatte contro Gun-woo si accumulano, l'uomo viene aiutato dal misterioso signor Min, dall'amico Dong-gyu e dal suo primo amore Sun-young.

## Distribuzione
In Corea del Sud la pellicola è stata distribuita dalla CJ Entertainment, a partire dal 14 febbraio 2018.